# Сан-Лоренсу (Порталегри)
Сан-Лоре́нсу (порт. São Lourenço) — район (фрегезия) в Португалии, входит в округ Порталегри. Является составной частью муниципалитета Порталегри. По старому административному делению входил в провинцию Алту-Алентежу. Входит в экономико-статистический субрегион Алту-Алентежу, который входит в Алентежу. Население составляет 5781 человек на 2001 год. Занимает площадь 12,29 км².